# Lars Melander (militär)
Lars Rafael Melander, född 7 mars 1896 i Sibbo, död 22 januari 1962 i Helsingfors, var en finländsk militär. 
Melander anslöt sig 1915 till jägarbataljonen i Lockstedt och deltog i finska inbördeskriget 1918. Han var 1922 stabschef vid luftstridskrafterna och innehade därefter olika poster och uppdrag inom flygvapnet, artilleriet och luftvärnet. Under vinterkriget var han sektionschef vid Högkvarteret, 1940–1941 chef för huvudstabens utlandsavdelning. I fortsättningskriget förde han befälet över Kavalleribrigaden vid Äänisniemi 1942–1944 och på Karelska näset under reträttstriderna 1944. Han fråntogs kommandot efter det ryska genombrottet vid Kuuterselkä/Sahakylä och ställdes till överbefälhavarens disposition. Han blev generalmajor 1944 och kommendör för Sydvästra Finlands militärlän samma år, men avgick ur aktiv tjänst 1945 och ägnade sig därefter åt näringslivet.